# Abdumalik Khalokov
Abdumalik Khalokov (født 2000) er en bokser fra Usbekistan.
Han repræsenterede Kasakhstan under sommer-OL 2024 i Paris, hvor han vandt guld i fjervægt.